# 蒂加登 (印第安納州)
蒂加登（英語：Teegarden）是位於美國印地安納州馬歇爾縣的一個非建制地區。該地的面積和人口皆未知。

## 地理位置
Teegarden 位于马歇尔县西北部，位于41°27′54“N 86°22′39”W.它位于美国 6 号公路以北 1 英里（1.6 公里）处，沃克顿以东 5 英里（8 公里），马歇尔县城普利茅斯西北偏北 11 英里（18 公里）。
根据美国人口普查局的数据，Teegarden CDP 的面积为 0.10 平方英里（0.26 平方公里2），均为陆地。该社区向西北流向 Yellow Bank Creek，向西流向伊利诺伊河流域的 Kankakee 河。